# Chazelles-sur-Lyon
Chazelles-sur-Lyon és un municipi francès situat al departament del Loira i a la regió d'Alvèrnia-Roine-Alps. L'any 2007 tenia 5.074 habitants.

## Demografia

### Població
El 2007 la població de fet de Chazelles-sur-Lyon era de 5.074 persones. Hi havia 2.216 famílies de les quals 812 eren unipersonals (320 homes que vivien sols i 492 dones que vivien soles), 652 parelles sense fills, 624 parelles amb fills i 128 famílies monoparentals amb fills.
La població ha evolucionat segons el següent gràfic:
Habitants censats

### Habitatges
El 2007 hi havia 2.547 habitatges, 2.258 dels quals eren l'habitatge principal de la família, 73 eren segones residències i 216 estaven desocupats. 1.424 eren cases i 1.120 eren apartaments. Dels 2.258 habitatges principals, 1.254 estaven ocupats pels seus propietaris, 960 estaven llogats i ocupats pels llogaters i 44 estaven cedits a títol gratuït; 15 tenien una cambra, 238 en tenien dues, 570 en tenien tres, 650 en tenien quatre i 785 en tenien cinc o més. 1.280 habitatges tenien, pel cap baix, una plaça de pàrquing. A 1.125 habitatges hi havia un automòbil i a 754 n'hi havia dos o més.

### Piràmide de població
La piràmide de població per edats i sexe el 2009 era:
| Homes | Edats   | Dones |
| ----- | ------- | ----- |
| 4     | 95 o +  | 8     |
| 8     | 90 a 94 | 28    |
| 36    | 85 a 89 | 144   |
| 52    | 80 a 84 | 76    |
| 76    | 75 a 79 | 136   |
| 120   | 70 a 74 | 116   |
| 132   | 65 a 69 | 160   |
| 140   | 60 a 64 | 160   |
| 120   | 55 a 59 | 112   |
| 164   | 50 a 54 | 196   |
| 120   | 45 a 49 | 128   |
| 156   | 40 a 44 | 140   |
| 148   | 35 a 39 | 160   |
| 144   | 30 a 34 | 152   |
| 208   | 25 a 29 | 160   |
| 96    | 20 a 24 | 116   |
| 124   | 15 a 19 | 128   |
| 176   | 10 a 14 | 120   |
| 148   | 5 a 9   | 124   |
| 144   | 0 a 4   | 108   |

## Economia
El 2007 la població en edat de treballar era de 3.036 persones, 2.222 eren actives i 814 eren inactives. De les 2.222 persones actives 2.059 estaven ocupades (1.101 homes i 958 dones) i 163 estaven aturades (68 homes i 95 dones). De les 814 persones inactives 321 estaven jubilades, 244 estaven estudiant i 249 estaven classificades com a «altres inactius».

### Ingressos
El 2009 a Chazelles-sur-Lyon hi havia 2.285 unitats fiscals que integraven 5.035 persones, i la mediana anual d'ingressos fiscals per persona era de 16.861,5 €.

### Activitats econòmiques
Dels 284 establiments que hi havia el 2007, 2 eren d'empreses extractives, 11 d'empreses alimentàries, 3 d'empreses de fabricació de material elèctric, 24 d'empreses de fabricació d'altres productes industrials, 36 d'empreses de construcció, 80 d'empreses de comerç i reparació d'automòbils, 6 d'empreses de transport, 13 d'empreses d'hostatgeria i restauració, 2 d'empreses d'informació i comunicació, 13 d'empreses financeres, 13 d'empreses immobiliàries, 26 d'empreses de serveis, 40 d'entitats de l'administració pública i 15 d'empreses classificades com a «altres activitats de serveis».
Dels 72 establiments de servei als particulars que hi havia el 2009, 1 era una oficina d'administració d'Hisenda pública, 1 una gendarmeria, 1 una oficina de correu, 4 oficines bancàries, 1 funerària, 7 tallers de reparació d'automòbils i de material agrícola, 3 autoescoles, 5 paletes, 7 guixaires pintors, 6 fusteries, 6 lampisteries, 5 electricistes, 1 empresa de construcció, 6 perruqueries, 1 veterinari, 1 agència de treball temporal, 9 restaurants, 3 agències immobiliàries, 1 tintoreria i 3 salons de bellesa.
Dels 39 establiments comercials que hi havia el 2009, 1 era un supermercat, 1 una gran superfície de material de bricolatge, 2 botiges de menys de 120 m², 6 fleques, 6 carnisseries, 1 una peixateria, 3 llibreries, 6 botigues de roba, 2 botigues d'equipament de la llar, 4 sabateries, 1 una botiga d'electrodomèstics, 1 una botiga de material esportiu, 1 un drogueria, 1 una joieria i 3 floristeries.
L'any 2000 a Chazelles-sur-Lyon hi havia 77 explotacions agrícoles, que ocupaven un total de 1.400 hectàrees.

## Equipaments sanitaris i escolars
El 2009 hi havia 1 hospital de tractaments de curta durada, 1 hospital de tractaments de mitja durada (seguiment i rehabilitació), 1 centre de salut, 3 farmàcies i 4 ambulàncies.
El 2009 hi havia 1 escola maternal i 2 escoles elementals. A Chazelles-sur-Lyon hi havia 2 col·legis d'educació secundària i 1 liceu tecnològic. Als col·legis d'educació secundària hi havia 766 alumnes i als liceus tecnològics, 356.

## Poblacions més properes
El següent diagrama mostra les poblacions més properes.